# Jacques de la Palice
Jacques II de Chabannes de la Palice, francoski plemič in maršal, * 1470, Lapalisse, Auvergne, Francija, † 24. februar 1525.
Kot petnajstletnik je stopil v službo kralja Karla VIII. Francoskega in sodeloval v prvi italijanski vojni, po njegovi smrti pa pod kraljem Ludvikom XII. Francoskim v drugi italijanski vojni, v kateri so francoske sile zavzele Neapelj. Po nekaj vojaških uspehih je padel v ujetništvo Gonzala Fernándeza de Córdobe in bil osvobojen leta 1504.
Leta 1507 je poveljeval francoski predhodnici v obleganju Genove in bil pri tem huje ranjen. Po obleganju Trevisa in zmagoviti bitki za Agnadello je postal vrhovni poveljnik francoskih sil v Lombardiji, leta 1511 pa poveljnik celotne Italije in Grand Maître de France (eden od štirih najpomembnejših kraljevih častnikov).
Po povratku v Francijo je bil poslan v Pireneje v pomoč Janezu III. Navarskemu, kmalu pa je bil preusmerjen v Thérouanne v boj proti angleškim silam. Po porazu je bil ponovno ujetnik, hkrati pa je bil poražen tudi Janez III., kar je pomenilo konec ekspanzionizma Ludvika XII. La Palice je bil zato odpuščen in poslan nazaj na svoje posestvo. Tam se je poročil z Marie de Melun s katero je imel štiri otroke.
Ludvikov naslednik Franc I. mu je vrnil prejšnji položaj in ga povišal še v maršala Francije. Sodeloval je v invaziji na Piedmont in bil eden od štirih Francevih poročnikov v bitki za Marignano. Po koncu vojne se je vrnil v Francijo.
Po neuspešnih pogajanjih s Karlom V. se je vrnil v Italijo kot poveljnik. Sodeloval je še v nekaterih bitkah po Italiji in Pirenejih, nato pa je bil ujet med obleganjem Pavie in kmalu po tistem usmrčen.